# 横山裕一
横山 裕一（よこやま ひろかず、1972年8月7日 - ）は、アールフォース・エンターテインメント代表取締役であり、コンピューターゲーム開発者、ゲームプランナー、またアミューズメントメディア総合学院にて講師を兼任。
大阪府高槻市生まれ。大阪府立高槻南高校卒、京都コンピューター学院除籍。

## 人物
25歳ごろまで飲食関連を中心に、様々な職を転々とした後、1999年にアールフォース・エンターテインメントを起業。同社が制作した約300本のゲームソフトの殆どにプランナー、ディレクター、プロデューサーとして参加している。なお、アールフォース・エンターテインメントは2012年1月31日にサイバーエージェントの連結子会社となっている。

## 作品
- メタ女シリーズ PC98（ディレクター、ゲームデザイン、シナリオ）
- 北へ。Photo Memories DC（プランナー、シナリオ）
- メールドラマ 北へ。 iMODE（ディレクション、シナリオ）
- ブレイズ・ユニオン PSP（プロデューサー、シナリオ）
- CoinFalls 忍 iPhone/iPad（プロデューサー、プランナー）

## 出演
- 千原ジュニアの週刊アプリ(第1回ゲスト)